# 佛典疑偽經文獻
佛典疑偽經文獻（Buddhist apocryphal literature、Buddhist apocrypha），也稱疑（疑惑）經、秘經，舊稱為疑偽經。一般用以特別稱呼在漢傳佛教中的部份經典（此外，還有特殊的兩種類，即是抄經類和三階教典籍類，前者被認為有紊亂佛教的可能而被列入偽經錄，三階教典籍則由於政治原因而被列入偽經類，後者可參見矢吹慶輝《三階教研究》）。需要額外說明的是，學界使用疑偽經一詞，一般特指中國佛教中的這些文獻而言。

## 意義
此類佛典文獻雖然是東亞人未具名撰寫、傳抄，但是正由於它具有這樣的性質，所以是中國思想史、中國佛教史乃至中國歷史和漢語史方面的重要資料，這一點已經被學界基本肯定（參見任繼愈主編《中國佛教史》第四冊、鐮田茂雄《中國佛教通史》第四卷、方立天《中國佛教哲學要義》序言等）。
辨別真偽的標準要看這部漢文典籍是中國人「翻譯」的，還是中國人「撰著」。（參見方廣錩〈從「文化匯流」談中國佛教史上的疑偽經現象〉頁31-32）

## 古典目錄的著錄
《出三藏記集》中所保存的道安《綜理眾經目錄》中的《新集安公疑經錄》為現在可見的最早的疑偽經文獻目錄，共列出《寶如來三昧經》等二十六部編撰者認為是疑偽經文獻。
其後，僧祐《出三藏記集》、法經錄《眾經目錄》（簡稱《開皇錄》）等均專門收錄疑偽經文獻，而唐朝的智昇所編撰的《開元釋教錄》則為古典佛教目錄中收錄偽經最為詳備的一部經錄。
此外，在一些其他的佛教典籍中，也有提到疑偽經文獻的內容，由此可見中國的正統佛學界以經錄撰述者為代表，對偽經有較強烈的反感。但是從敦煌保存的文獻情況來看，也可以看到這些文獻在民間仍然受到廣泛的歡迎并被讀誦抄寫。
在古典佛教目錄中，偽經往往分為疑（疑惑）經和偽（偽妄）經兩部分進行著錄，其中疑經為不明確為偽造的經典，而偽經則為確信為偽造的經典（關於佛教偽經之著錄形式，可參見王文顏《佛典疑偽經研究與考錄》）。

## 現代佛教學者的研究
疑偽經文獻研究最早開始於對《大乘起信論》和《梵網經》等對中國佛教產生巨大影響而其翻譯情況卻存在爭議的經典文獻的研究，參與者包括望月信亨、梁啟超等知名學者。
在敦煌文獻的發現被報道之後，以矢吹慶輝為代表的佛教學者開始對敦煌文獻中所包含的疑偽經文獻感興趣，其中，矢吹慶輝通過在大英圖書館翻查斯坦因所得敦煌文獻，抄錄了一批文獻資料，并收入其參與編撰的日本《大正新修大藏經》（《大正藏》）的第八十五冊疑偽部。這一時期，中國學者如陳寅恪等亦參與了疑偽經文獻方面的研究并取得了一些成績。
經過日本學者塚本善隆等的努力，在1976年成就了牧田諦亮在偽經研究方面的作品《疑經研究》，并使得學界開始進一步關注疑偽經文獻方面的研究。
當代，如中國的李小榮、殷光明、陳祚龍等學者，日本的落合俊典、船山徹等學者，歐美的巴斯維爾、萊恩等學者均對疑偽經文獻作過研究。
對於特殊的三階教方面的研究，則有日本的矢吹慶輝和西本照真同名的兩部專著，此外，以論文為載體的研究則有很多。

### 引用
1. 1 2 3  Muller, Charles. . Bulletin of Toyo Gakuen University. 1998, 6: 63–76頁  [2016-08-30]. （原始内容存档于2019-12-28）.
2. ↑  牧田諦亮著. . 《華岡佛學學報》. No. 第4期. 楊白衣譯: 284–306頁.   [2018-04-19]. （原始内容存档于2008-06-15）.

## 延伸阅读
- Arai, K.; Bando, S.; Cleary, J.C.; Gregory, P.N.; Shih, H. (2005). Apocryphal Scriptures, Berkeley, Numata Center for Buddhist Translation and Research, ISBN 1-886439-29-X. (Translations of the Bequeathed Teaching Sutra, the Ullambana Sutra, the Sutra of Forty-two Sections, The Sutra of Perfect Enlightenment, and the Sutra on the Profundity of Filial Love)
- Buswell, Robert E.; ed. (1990). Chinese Buddhist Apocrypha[], Honolulu: University of Hawaii Press, ISBN 0585349630
- Buswell, Robert E.; ed. (2003). Encyclopedia of Buddhism （页面存档备份，存于）, New York: Macmillan Reference Lib. ISBN 0028657187
- Epstein, Ron (1976). The Shurangama-Sutra (T. 945): A Reappraisal of its Authenticity, presented at the annual meeting of the American Oriental Society, March 16-18, 1976, Philadelphia, Pennsylvania
- Mizuno, Kogen (1982). Buddhist Sūtras: Origin, Development, Transmission. Tokyo: Kosei Publishing,
- Mochizuki, Shinko, Pruden, Leo M.; trans.; Pure Land Buddhism in China: A Doctrinal History, The Translation of Texts-Spurious Scriptures. In: Pacific World Journal, Third Series Number 3, Fall 2001, pp. 271-275
- Nadeau, Randall L. (1987). The "Decline of the Dharma" in Early Chinese Buddhism, Asian Review volume 1 (transl. of the "Scripture Preached by the Buddha on the Total Extinction of the Dharma")
- Nattier, Jan (1992). The Heart Sūtra: A Chinese Apocryphal Text?（页面存档备份，存于）,  Journal of the International Association of Buddhist Studies Vol. 15 (2), pp. 153-223
- Swanson, Paul (1998). Apocryphal Texts in Chinese Buddhism. T'ien-t'ai Chih-i's Use of Apocryphal Scriptures: In: Arie Van Debeek, Karel Van Der Toorn (eds.), Canonization and Decanonization, Leiden; Boston: Brill, ISBN 9004112464
- Skilling, Peter (2010). Scriptural Authenticity and the Śrāvaka Schools: An Essay towards an Indian Perspective （页面存档备份，存于）, The Eastern Buddhist Vol. 41. No. 2, 1-48

## 外部連結
- 第2865～2920：大藏經　第85冊 古逸部、疑似部 （页面存档备份，存于） （2016/06/15）
- 牧田諦亮：疑經研究 ─中國佛教中之真經與疑經─ （页面存档备份，存于）
- 蕭登福：論佛教受中土道教的影響及佛經真偽 （页面存档备份，存于）
- 汪娟：敦煌遺書中的佛經簡介
- 王翠玲：中國疑偽佛典研究（ I - II ） （页面存档备份，存于）
- 釋智學：中國疑偽佛典研究 （一）永明延壽與疑偽佛典 （页面存档备份，存于）
- 李小榮：疑偽經與中國古代文學關係之檢討 （页面存档备份，存于）
- 許得存：藏譯佛典中的疑偽經 （页面存档备份，存于）
- 落桑東知：金銅之辨：藏傳佛教的“疑偽經”之爭 ——松巴堪布與土觀呼圖克圖有關“佛典”問題之爭論
- 才讓：《陀羅尼集》中的疑偽經——松巴堪布的質疑與批判  （页面存档备份，存于）